# Emly Starr
Marie-Christine Mareels, connue sous le nom de scène Emly Starr, née le 5 septembre 1957 à Laerne, est une chanteuse belge. Avec son groupe disco elle est également connue sous le nom Emly Starr Explosion.
Elle est connue pour avoir participé au Yamaha Music Festival de 1980 avec la chanson Mary Brown et au Concours Eurovision de la chanson 1981 représentant la Belgique avec la chanson Samson.

## Discographie

### Albums

#### Albums studio
- 1980 : Emly Starr
- 1981 : Let Me Sing
- 1984 : The Letter (en tant qu'Emly Starr Explosion)

#### Compilations
- 1980 : The Best of Emly Starr Explosion
- 1982 : Greatest Hits
- 2008 : Love Is Elastic

### Singles
- 1976 : Tears of Gold
- 1977 : Back to the Beatles
- 1977 : Cha-cha d'amore
- 1977 : Dance of Love
- 1978 : No No Sheriff (nl)
- 1978 : Santiago Lover (en tant qu'Emly Starr Explosion)
- 1979 : Hey Aloha (Honululu) (en tant qu'Emly Starr Explosion)
- 1980 : Do svidaanja
- 1980 : Baby Love Me
- 1980 : Get Up
- 1980 : Rock and Roll Woman
- 1981 : Sweet Lips
- 1981 : Samson (and Delilah)
- 1981 : Let Me Sing
- 1982 : Dynamite
- 1983 : Key to Your Heart
- 1986 : Jump in the Dark

#### Classements
| Année                                                                                     | Single              | Classement hebdomadaire | Classement hebdomadaire | Classement hebdomadaire | Classement hebdomadaire | Album             |
| Année                                                                                     | Single              | (Fl.)                   | (Vlaamse)               | (Top 100)               | (Top 40)                | Album             |
| ----------------------------------------------------------------------------------------- | ------------------- | ----------------------- | ----------------------- | ----------------------- | ----------------------- | ----------------- |
| 1977                                                                                      | Back to the Beatles | 30                      | —                       | —                       | —                       | single uniquement |
| 1978                                                                                      | No No Sheriff       | 16                      | —                       | 34                      | 32                      | Emly Star         |
| 1978                                                                                      | Santiago Lover      | 27                      | —                       | —                       | Tip                     | Emly Star         |
| 1980                                                                                      | Get Up              | 30                      | —                       | —                       | —                       | Emly Star         |
| 1981                                                                                      | Samson              | 6                       | 1                       | —                       | —                       | Let Me Sing       |
| 1981                                                                                      | Sweet Lips          | 27                      | —                       | —                       | —                       | Let Me Sing       |
| 1982                                                                                      | Dynamite            | 35                      | —                       | —                       | —                       | The Letter        |
| « — » signifie que le single ne s'est pas classé ou n'est pas sorti dans le pays indiqué. |                     |                         |                         |                         |                         |                   |

## Filmographie
- 1985 : Springen ; Erika, une chanteuse